# Saint-Eugène (Aisne)
Saint-Eugène település Franciaországban, Aisne megyében. Lakosainak száma 234 fő (2022. január 1.). Saint-Eugène Blesmes, Condé-en-Brie, Connigis, Courboin, Crézancy, Fossoy és Monthurel községekkel határos.

## Népesség
A település népessége az elmúlt években az alábbi módon változott:
| Lakosok száma | 176  | 191  | 191  | 251  | 249  | 244  | 244  | 240  | 238  | 234  |
|               | 1968 | 1982 | 1990 | 2006 | 2013 | 2015 | 2017 | 2019 | 2020 | 2022 |